# Euzonomacha subjectella
Euzonomacha subjectella är en fjärilsart som beskrevs av Walker 1864. Euzonomacha subjectella ingår i släktet Euzonomacha och familjen stävmalar. Inga underarter finns listade i Catalogue of Life.